# هانس-یوآخیم کلاین
هانس-یوآخیم کلاین (آلمانی: Hans-Joachim Klein؛ زادهٔ ۲۰ اوت ۱۹۴۲) شناگر اهل آلمان است.
وی همچنین برندهٔ جوایزی همچون شخصیت ورزشی سال آلمان شده‌است.
وی در مسابقات کشوری و بین‌المللی در مجموع برندهٔ ۲ مدال طلا، ۳ مدال نقره، ۲ مدال برنز شده‌است.